# 三興村 (嘉義)
23°33′24.3″N 120°28′29″E / 23.556750°N 120.47472°E
三興村是臺灣嘉義縣民雄鄉轄下的行政區，位於嘉義縣東北方，東接東興村，西鄰豐收村，南鄰松山村，北鄰大林鎮上林里。
面積約5.5平方公里，行政區包含10鄰、567戶，人口數1532人。聚落內的國立中正大學為該村地標。

## 地理
三興村為北濱三疊溪發展的古老聚落，古名陳厝寮，至今地名仍有與開發歷史有關。
- 溪底廍仔：位於丘陵下之三疊溪旁的平坦地帶。設有糖廍。

- 柿子寮：此地以前種植柿子樹，人們在此搭寮居住。

## 聚落歷史
三興村本在戰後由陳厝寮、溪底廍仔及葉子寮三村合併而得名，後來葉子寮獨立出去。目前區域以陳厝寮為主體。
- 陳厝寮：地處打貓東麓丘陵上，在乾隆年間，由漳州陳得意開墾而形成的聚落，並得名於陳姓先民搭寮拓墾。清治時期稱作陳厝寮庄，日治時期改屬打貓支廳大崎腳區，1920年改為民雄庄陳厝寮。

- 溪底廍仔：位於丘陵下之三疊溪旁的平坦地帶，種植甘蔗、菸草、水稻、旱作，另設有糖廍。

## 教育
三興村內有一所國立大學、一所國民小學。
- 國立中正大學：創立於1989年。1986年由行政院通過在雲嘉南地區設立一所紀念蔣中正的大學（有一說是將江西中正大學在台復校），1987年成立國立中正大學籌備委員會[3]，同年選定嘉義縣民雄鄉校地為建校用地，1989年由林清江博士擔任第一任校長，並通過校徽、校歌。現任校長為馮展華博士[4]。傑出校友有林義傑、曾志朗、王業鍵等人[5]。

- 嘉義縣民雄鄉三興國民小學：創立於1964年。源自1948年設立的民雄國小三興分校，至1964年正式獨立創校[6]。

## 宗教場所
- 陳厝寮福德爺廟：主神為福德正神。建立於1921年，1980年重建[7]

- 溪底廍壽天宮：主神為玄天上帝。建立於1968年。陪祀註生娘娘、福德正神[8]。

- 三姓公廟：建於昭和2年（1927年）[9]。「三姓」的由來，是早年陳姓先祖在此地開發時，不小心挖到三座墳墓，但不知其姓，所以就尊稱三姓公。後便將屍骨重新安葬並建廟[10]。

- 天仙禪寺：主祀釋迦牟尼佛。由素慧法師創立於1972年，起初只是一個平房建築，直到1983年才改建為現有的樣貌[11]。每年農曆正月初一至初三會舉辦拜三千大道法會。

## 景點
- 地震科學教育館：位於國立中正大學內地震館二樓。成立目的是為了推廣雲嘉南地區的地震防災教育。透過影片播放、陳列實物，以及動手實際操作，來增加對地震的基本認識[12]。
- 旺萊山鳳梨文化園區

## 其他特色
三興村內近年來往精緻農業發展，包括鳳梨、金桔產業。
- 鳳梨產業：品種優良，具有高度競爭力。

- 金桔產業：由蔡俆坤繼承父業，在經其推廣和獨門加工而聞名。